# Димитър Митков (инженер)
Вижте пояснителната страница за други личности с името Димитър Митков.
Димитър Тодоров Митков е български инженер, общественик и политик. Народен представител в XXV обикновено народно събрание.

## Биография
Роден е на 21 ноември 1904 година в село Смолско, Пирдопско, в семейството на Ефтимия Георгиева и Тодор Митов Митков. Баща му е подофицер в 1-ви и 6-и пехотен полк в София.
Учи в София, в 1924 година завършва Държавното техническо училище „Цар Борис“. Работи като техник при проучване на строежа на Рилския водопровод и в архитектурното отделение на Столичната община до 1927 година. След това заминава да учи инженерство в Гент (Белгия), където се дипломира като строителен инженер (1932).
Завръща се в България и в 1933 година постъпва отново на работа по строежа на Рилския водопровод, но още същата година става технически директор на напоителния воден синдикат „Струмешница“, Петрич, и проектира каналите от тази напоителна система. Установява се в Петрич, където става известен общественик. Председател е на Народния морски сговор, председател на местния клуб „Обновена България“, подпредседател на клона на Съюза за закрила на децата. Деен член е на народното читалище „Братя Миладинови“.
Избран е за народен представител в XXV обикновено народно събрание от Петричката избирателна колегия на 28 януари 1940 година. Член е и секретар на парламентарната комисия по Министерството на благоустройството. Като народен представител се обявява в подкрепа на Никола Вапцаров. Близък приятел е на Димитър Пешев и Сирко Станчев.
След Деветосептемврийския преврат (1944) е съден от Втори върховен състав на т.нар. Народен съд. Осъден е на 15 години строг тъмничен затвор, 3 милиона лева, конфискация на всички имоти и лишаване от граждански права за срок от 20 години. Лежи в Централния софийски затвор. През 1948 година е освободен преждевременно заедно с прочутия инж. Иван Иванов, за да работят по проектирането на язовири. Участва в проектирането на язовир „Искър“, а язовирите „Студена“ и „Кърджали“ са изпълнени по негови самостоятелни проекти.
Умира в 1985 година.
След падането на комунистическия режим е реабилитиран посмъртно с решение на Върховния съд от 23 април 1996 година.